# Беркнер (лунный кратер)
Кратер Беркнер (лат. Berkner) — крупный ударный кратер на обратной стороне Луны. Название дано в честь американского физика и инженера Ллойда Беркнера (1905—1967) и утверждено Международным астрономическим союзом в 1970 г. Образование кратера относится к нектарскому периоду.

## Описание кратера
Ближайшими соседями кратера являются кратер Паренаго, примыкающий к нему на западе-северо-западе; кратер Хелберг на юго-западе; кратер Робертсон на юге. Селенографические координаты центра кратера — 25°08′ с. ш. 105°14′ з. д. / 25,13° с. ш. 105,24° з. д., диаметр — 88 км, глубина — 2,8 км.
Вал кратера значительно разрушен, особенно в северо-западной части, наиболее сохранилась юго-восточная часть вала. Высота вала над окружающей местностью составляет 1400 м, объем кратера приблизительно 7000 км³. Восточная часть внутреннего склона вала сохранила сглаженные следы террасовидной структуры. Дно чаши кратера неровное в южной части, более гладкое в северной части. В центре чаши находятся остатки центрального пика, состоящего из анортозита и габбро-норито-троктолитового анортозита с содержанием плагиоклаза 85-90 % (GNTA1).
На формирование нынешнего вида кратера, очевидно, оказали воздействие импакты, образовавшие бассейн Моря Восточного в 1300 км на юго-востоке от кратера и кратер Лоренц в 400 км на северо-востоке, за счет пород, выброшенных при импактах, и вторичной бомбардировки.

## Сателлитные кратеры
| Беркнер | Координаты                                              | Диаметр, км |
| ------- | ------------------------------------------------------- | ----------- |
| A       | 27°37′ с. ш. 104°55′ з. д. / 27,62° с. ш. 104,91° з. д. | 21,8        |
| B       | 29°26′ с. ш. 104°14′ з. д. / 29,44° с. ш. 104,24° з. д. | 33,9        |
| Y       | 27°46′ с. ш. 106°19′ з. д. / 27,76° с. ш. 106,32° з. д. | 31,2        |

- Образование сателлитного кратера Беркнер B относится к нектарскому периоду[1].